# エスグリマ・クリオーラ

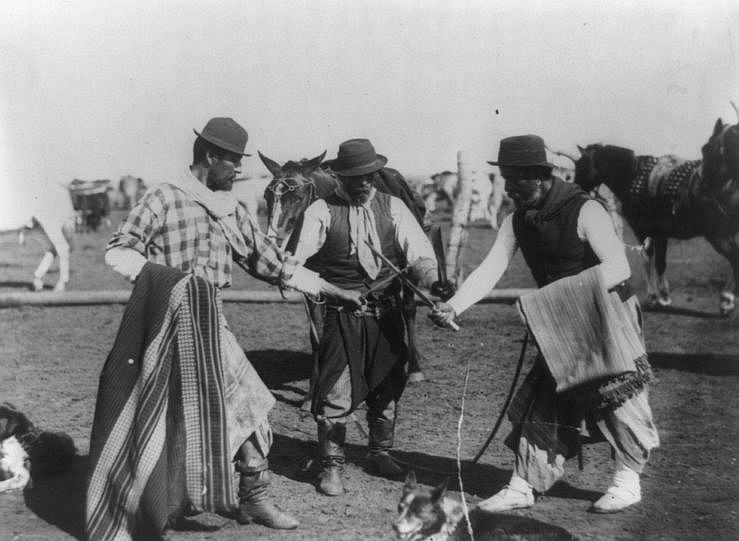
エスグリマ・クリオーラを使ったガウチョの決闘

エスグリマ・クリオーラまたはエスグリマ・クリョジャ（スペイン語　Esgrima criolla IPA:/esˈɡɾima　ˈkɾjoʒa/）とは、アルゼンチンやウルグアイ、ブラジルにいたガウチョに伝わったナイフ格闘術。

## 概要
- ファコンというナイフを遣い、ポンチョを盾代わりに遣う。この技法は「カパ・イ・エスパダ」（外套と短剣）と呼ばれる技法で、ヨーロッパの剣術でも見られる技法である。これはスペインのフェンシングの技術が取り入れられたものであるが、現在では独自の発達を遂げた部分もあるという。
- ガウチョはがほぼいなくなった現在では護身術として稽古されている。

## 歴史
パンパで牧畜を行っていたガウチョにとって、牛から肉や皮を取るためにナイフは元々生活に不可欠な物であり、常に持ち歩いていた。その為ナイフは護身用具としても発達し、独自に進化を遂げてファコンが生まれた。またガウチョは決闘を好み、口論から決闘になる事が日常茶飯事であった。決闘は凄まじいもので、死人が出る事もあったという。

19世紀に入るとその腕前を見込まれてガウチョは各地でカウディーリョ（提督）に率いられてアルゼンチン、ウルグアイ、ブラジルの独立戦争で戦い、アルゼンチンに攻めてきたイギリス軍やインディオも破った。ガウチョはとても勇敢に戦い、人々の尊敬を集めたという。